# An San
An San (kor. 안산; * 27. Februar 2001 in Gwangju) ist eine südkoreanische Bogenschützin und dreifache Olympiasiegerin der Olympischen Spiele 2020 in Tokio.

## Laufbahn
Der internationale Durchbruch gelang An bereits im Alter von 18 Jahren bei ihrem ersten internationalen Wettkampf im Erwachsenenbereich mit einem Sieg beim World Cup in Berlin im Juli 2019. Ebenfalls im Juli 2019 konnte An auch den Wettbewerb für die Olympischen Spiele 2020 in Tokio für sich entscheiden und etablierte sich in der Folge in den Top 10 der Weltrangliste.
Bei den Olympischen Sommerspielen 2020 in Tokio gewann An sowohl im Einzel, mit der Mannschaft mit Jang Min-hee und Kang Chae-young als auch im erstmals ausgetragenen Mixed-Wettbewerb mit Kim Je-deok die Goldmedaille. Davor hatte sie bereits im Einzel, mit der Mannschaft und im Mixed die Platzierungsrunde jeweils mit neuem olympischen Rekord für sich entschieden.